# Полухордати
Полухордати (хемихордати) (Hemichordata; грч. hemi = пола) обухватају животиње деутеростомије које имају сличне особине као бескичмењаци (бодљокошци, посебно) и хордати. Веома мали филум који обухвата око 100 маринских врста.

## Сличности са бодљокошцима и хордатима
Извесне сличности са хордатима су довеле до тога да су све до пре тридесетак година били сврставани у хордате као један од њихових подтипова:
- имају структуру сличну хорди код хордата, названу стомохорда;
- на ждрелу се налазе шкржни прорези;
- један део нервног стабла је цеваст

Сличности са бодљокошцима су следеће:
- њихова ларва, названа торнариа, је веома слична ларви бодљокожаца;
- ембрионално развиће целома је слично јер се код обе групе целом јавља у виду три зачетка само што су код бодљокожаца сва три зачетка парна, а код полухордата је предњи непаран;
- целом обе групе је у директној вези са спољашњом средином, код полухордата преко рилице, а код бодљокожаца преко амбулакралног система.

Многи зоолози хемихордате сматрају заједничким прецима и бодљокожаца и хордата. Изгледа да су они еволуциона веза између ова два филума.

## Телесни региони
Тело им је подељено на три дела:
1. рилицу (proboscis)
2. огрлицу
3. труп

Рилица има улогу у исхрани, својим трепљастим епителом и убушавању у подлогу. Огрлица представља кратко околовратно задебљање на коме се, код једне групе полухордата, налази пар ручица (израштаји) са тентакулама које учествују у хватању хране. Обе творевине, и ручице и тентакуле, у унутрашњости имају целом па се, према мишљењу зоолога, могу филогенетски извести из лофофора, органа једне групе бескичмењака . На предњем делу трупа налази се два низа ждрелних шкржних прореза кроз које се вода, која је ушла кроз усну дупљу, избацује напоље. Храна из воде има други ток, она се из ждрела пребацује даље у дигестивни тракт.

## Класификација
Тип полухордата дели се на две класе:
1. жиролики црви (Enteropneusta) солитарни организми који су укопани у дно приобалног дела мора
2. птеробранхија (Pterobranchia) су колонијални организми који живе сесилним начином живота у цевчицама.